# Айрес, Матиас
Матиас Айрес Рамуш да Силва де Эса (на португальском Matias Aires Ramos, Сан-Паулу, 27 марта 1705 г. — Лиссабон, 10 декабря 1763 г.) был философом и писателем, родившимся в колониальной Бразилии, покровителем кафедры 6 Бразильской академии литературы. Брат Терезы Маргарида да Силва и Орта, которая считается первой женщиной-романисткой на португальском языке.
Он писал произведения на французском и латинском языках, а также был переводчиком латинских классиков. Многие считают его величайшим именем философии португальского языка XVIII века.
Матиас Айрес был покровителем кафедры № 6 ABL. Его сменил Герра Жункейру в 1898 году. Он также был покровителем 3-го места Академии Паулиста де Летрас, считаясь первым бразильским философом.